# 139 (liczba)
139 (sto trzydzieści dziewięć) – liczba naturalna następująca po 138 i poprzedzająca 140.

## W matematyce
- 139 jest trzydziestą czwartą liczbą pierwszą, następującą po 137 i poprzedzającą 149[1]
- 139 jest większą z liczb bliźniaczych (137, 139)[2][3]
- 139 jest liczbą wesołą[4]
- 139 nie jest palindromem liczbowym[5]
- 139 należy do jednej trójki pitagorejskiej (139, 9660, 9661).

## W nauce
- liczba atomowa untriennium (niezsyntetyzowany pierwiastek chemiczny)
- galaktyka NGC 139
- planetoida (139) Juewa
- kometa krótkookresowa 139P/Väisälä-Oterma

## W kalendarzu
139. dniem w roku jest 19 maja (w latach przestępnych jest to 18 maja). Zobacz też co wydarzyło się w roku 139, oraz w roku 139 p.n.e.